# Shady Records
Shady Records é uma gravadora americana fundada em 1999 pelo artista de hip hop Eminem com o empresário Paul Rosenberg após o lançamento bem sucedido do The Slim Shady LP, ambos servindo como rótulo presidentes.
Desde a formação, a gravadora assinou doze atos e é atualmente o lar de sete. Ele também fez parte do empreendimento em Shade 45 estação de rádio via Sirius Satellite Radio, e teve sua própria revista dedicada edição especial via revista XXL. Tempos difíceis foram observados quando Eminem, junto com os artistas estavam envolvidos em brigas com o ex-time afiliado Royce da 5'9 ", a gravadora Murder Inc. e a revista The Source. A etiqueta também visto vezes positivos quando fazer parte dos passeios Anger Management internacionais de sucesso e, em 2006, lançou um álbum apresentando sua lista, em seguida, em Eminem Presents the Re-Up foi também o rótulo a ser contratada para montar a trilha sonora do Eminem filme-estrelado, 8 Mile, que teve o single "Lose Yourself." a música passou a levar o primeiro prêmio da Academia para Melhor Canção original dado a uma música no gênero hip hop.
As etiquetas atos ao longo dos anos ganharam RIAA certificações de platina ou superior em 13 dos seus 19 álbuns lançados. Atos assinados incluem Eminem, D12, Proof, 50 Cent, Slaughterhouse (grupo), Yelawolf, Bad Meets Evil e Joell Ortiz enquanto ex atos incluem Obie Trice, Stat Quo, Bobby Creekwater e Cashis. Devido a morte de Proof, em 2006, a gravadora foi fechada por duas semanas, mas abriu semanas seguintes.

## Artistas
- Eminem
- 50 Cent
- Stat Quo
- Proof (falecido em 2006)
- D12
- Slaughterhouse (grupo) (saiu em 2019 lança seu último álbum pelo selo )
- Yelawolf saiu em 2017
- Bad Meets Evil
- Boogie assinou em 2018
- Grip assinou em 2021
- Ez Mil assinou em 2023 (sendo o primeiro desde 50 Cent a ser da Shady Records e Aftermath Entertainment)

## Artistas Formados
- Ca$his
- Redman
- Obie Trice
- Stat Quo
- Bobby Creekwater